# Isla Tenggol
Pulau Tenggol o Isla Tenggol es una isla, la principal del archipiélago de su nombre, en la costa de Terengganu, en Malasia. Es el grupo de islas más al sur en una cadena de islas que incluyen al archipiélago de las Perhentian en el extremo norte, al archipiélago de las Bidong y Redang. Se conecta por ferry a Dungun en el continente.
La isla estaba deshabitada, tradicionalmente, pero ahora contiene hoteles. Un barco vietnamita con tripulación se quedó varado en la isla después de la guerra de Vietnam.